# Донзнак (кантон)
Донзна́к (фр. Donzenac) — кантон во Франции, находится в регионе Лимузен, департамент Коррез. Входит в состав округа Брив-ла-Гайярд.
Код INSEE кантона — 1909. Всего в кантон Донзнак входят 6 коммун, из них главной коммуной является Донзнак.

## Коммуны кантона
| Коммуна             | Население, чел. (2007) | Почтовый индекс | Код INSEE |
| ------------------- | ---------------------- | --------------- | --------- |
| Аллассак            | 3 685                  | 19240           | 19005     |
| Донзнак             | 2 387                  | 19270           | 19072     |
| Садрок              | 755                    | 19270           | 19178     |
| Сен-Вьянс           | 1 595                  | 19240           | 19246     |
| Сен-Парду-л’Ортижье | 461                    | 19270           | 19234     |
| Сент-Фереоль        | 1 733                  | 19270           | 19202     |

## Население
Население кантона на 2007 год составляло 10 616 человек.
| 1962  | 1968  | 1975  | 1982  | 1990  | 1999  | 2006   | 2007   |
| ----- | ----- | ----- | ----- | ----- | ----- | ------ | ------ |
| 7 922 | 8 518 | 8 402 | 8 939 | 9 460 | 9 569 | 10 448 | 10 616 |